# Die With A Smile
Singles par Lady Gaga
Sweet Sounds of Heaven
(2024) Disease
(2024)
Singles par Bruno Mars
After Last Night
(2022) Apt.
(2024)
Die With A Smile (en français : « Mourir avec le sourire ») est une chanson des auteurs-compositeurs-interprètes américains Lady Gaga et Bruno Mars, sortie le 16 août 2024, extraite du septième album de Gaga « MAYHEM » paru le 7 mars 2025 via le label Interscope Records. 
La chanson, aux allures de ballade pop rock, fut un succès immédiat, le talent et l’alchimie des deux artistes vocales ont été salué par le public ainsi que les versions lives du tandem.
Le duo marque le record d’être devenue la chanson à avoir atteint le milliard de stream sur Spotify le plus rapidement et en quelques mois seulement, elle dépasse également les 2 milliards de stream le plus rapidement. Die with A Smile est propulsé à la première place, depuis plus de 149 jours, sur le classement mondial de Spotify. Le clip vidéo cumule 800 millions de vues en 6 mois sur la plateforme vidéo YouTube.
Elle a été nommée à deux reprises au Grammy Awards 2025 et ressort récompensée par le prix du meilleur duo international de l’année.
Le morceau a été bien gardé secret jusqu’à son annonce surprise le 16 août 2024 avec la sortie du clip vidéo et du titre en même temps.

## Classements hebdomadaires
| Classement (2024/2025)                  | Meilleure position |
| --------------------------------------- | ------------------ |
| Allemagne (GfK Entertainment)           | 4                  |
| Australie (ARIA)                        | 2                  |
| Autriche (Ö3 Austria Top 40)            | 2                  |
| Belgique (Flandre Ultratop 50 Singles)  | 1                  |
| Belgique (Wallonie Ultratop 50 Singles) | 2                  |
| Canada (Canadian Hot 100)               | 1                  |
| Danemark (Tracklisten)                  | 3                  |
| Espagne (Promusicae)                    | 22                 |
| États-Unis (Adult Pop Airplay)          | 1                  |
| États-Unis (Billboard Hot 100)          | 1                  |
| États-Unis (Pop Airplay)                | 1                  |
| Finlande (Suomen virallinen lista)      | 13                 |
| France (SNEP)                           | 7                  |
| Irlande (Irish Singles Chart)           | 3                  |
| Italie (FIMI)                           | 16                 |
| (Billboard Global 200)                  | 1                  |
| Norvège (VG-lista)                      | 1                  |
| Nouvelle-Zélande (RMNZ)                 | 1                  |
| Pays-Bas (Single Top 100)               | 1                  |
| Portugal (AFP)                          | 1                  |
| Royaume-Uni (UK Singles Chart)          | 2                  |
| Suède (Sverigetopplistan)               | 4                  |
| Suisse (Schweizer Hitparade)            | 1                  |

### Certifications
| Pays   | Organisme    | Certification | Vente  |
| ------ | ------------ | ------------- | ------ |
| Canada | Music Canada | Platine       | 80,000 |